# Pacifische bruine kiekendief
De Pacifische bruine kiekendief (Circus approximans) is een roofvogel uit de familie Accipitridae. Het is een van de grootste vertegenwoordigers van het geslacht Circus.

## Leefwijze
De vogel voedt zich voornamelijk met knaagdieren, haasachtigen en vogels, vaak van kadavers.

## Verspreidingsgebied
Het zeer disjunct verspreidingsgebied omvat delen van Australië, Tasmanië, Nieuw-Zeeland en de zuidelijke eilanden van Oceanië.

## Status
De grootte van de populatie wordt geschat op enkele tienduizenden vogels. Op de Rode lijst van de IUCN heeft deze soort de status niet bedreigd.